# Ivica Kralj
Ivica Kralj (Tivat, Montenegro, Yugoslavia, 26 de marzo de 1973) es un exfutbolista montenegrino. Se desempeñaba en la posición de guardameta.

## Biografía
Formado en el Arsenal Tivat, en 1992 se incorporó al FK Partizan. Sus actuaciones le abrieron las puertas de la selección de fútbol de Yugoslavia, con la que participó, como titular, en el Mundial de 1998.
Su actuación en la cita mundialista llamó la atención del FC Porto, que se hizo con sus servicios. Tras una temporada sin apenas oportunidades, fichó por el PSV Eindhoven de la Eredivisie. Tras no encontrar acomodo, para la temporada 2000-01 fue cedido al FK Partizan. Luego permaneció dos temporadas más en Eindhoven, aunque como suplente de Patrick Lodewijks. 
En la temporada 2003-04 regresó a su país para defender la meta del FK Partizan, club en el que permaneció cuatro campañas, llegando a ser el capitán. Una de sus actuaciones más recordadas fue en la fase previa de la Liga de Campeones 2003-04 ante el Newcastle United, cuando en la tanda de penales detuvo dos de los lanzamientos de los ingleses, permitiendo que su equipo clasificara a la fase de grupos de la competición.
En agosto de 2007 emprendió una nueva etapa en la Liga Premier de Rusia al firmar por el FC Rostov, club que perdió la categoría al finalizar la temporada. 
En julio de 2008, con 35 años, Vladimir Vermezović, su exentrenador en el Partizan, lo convenció para firmar por el Spartak Trnava de Eslovaquia.

## Selección nacional
Fue internacional en 41 partidos con la selección de la República Federal de Yugoslavia, en la que debutó en 1996.

### Participaciones en competiciones internacionales
| Evento                         | Sede                   | Resultado |
| ------------------------------ | ---------------------- | --------- |
| Copa Mundial de Fútbol de 1998 | Francia                | Octavos   |
| Eurocopa 2000                  | Bélgica y Países Bajos | Cuartos   |

## Clubes
| Club              | País                | Año       |
| ----------------- | ------------------- | --------- |
| FK Partizan       | R.F. Yugoslavia     | 1992-1998 |
| FC Porto          | Portugal            | 1998-1999 |
| PSV Eindhoven     | Países Bajos        | 1999-2000 |
| FK Partizan       | R.F. Yugoslavia     | 2000-2001 |
| PSV Eindhoven     | Países Bajos        | 2001-2003 |
| FK Partizan       | Serbia y Montenegro | 2003-2007 |
| FC Rostov         | Rusia               | 2007-2008 |
| FC Spartak Trnava | Eslovaquia          | 2008-2009 |

## Palmarés

### Campeonatos nacionales
| Título             | Club          | País                | Año  |
| ------------------ | ------------- | ------------------- | ---- |
| Liga               | FK Partizan   | R.F. Yugoslavia     | 1993 |
| Liga               | FK Partizan   | R.F. Yugoslavia     | 1996 |
| Liga               | FK Partizan   | R.F. Yugoslavia     | 1997 |
| Copa de Yugoslavia | FK Partizan   | R.F. Yugoslavia     | 1998 |
| Liga de Portugal   | FC Porto      | Portugal            | 1999 |
| Eredivisie         | PSV Eindhoven | Países Bajos        | 2000 |
| Eredivisie         | PSV Eindhoven | Países Bajos        | 2003 |
| Liga               | FK Partizan   | Serbia y Montenegro | 2005 |